# Ungeheuer von Loch Ness

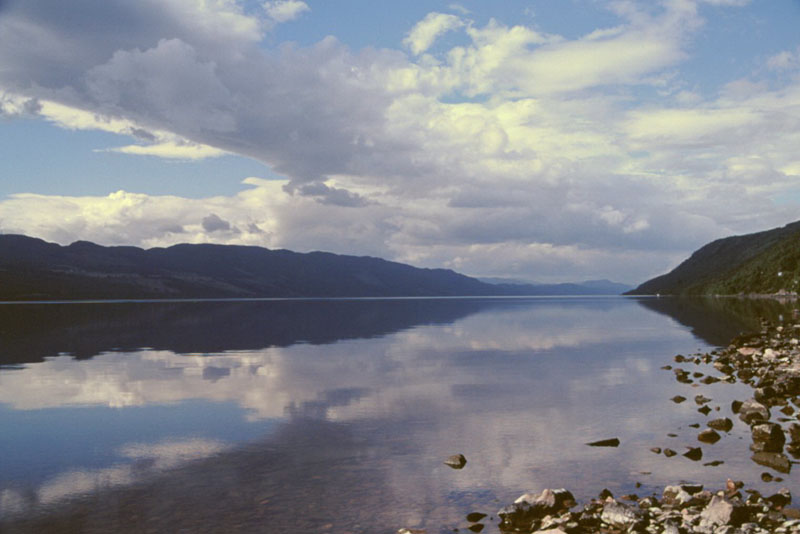
Der See Loch Ness vom östlichen Ende aus gesehen

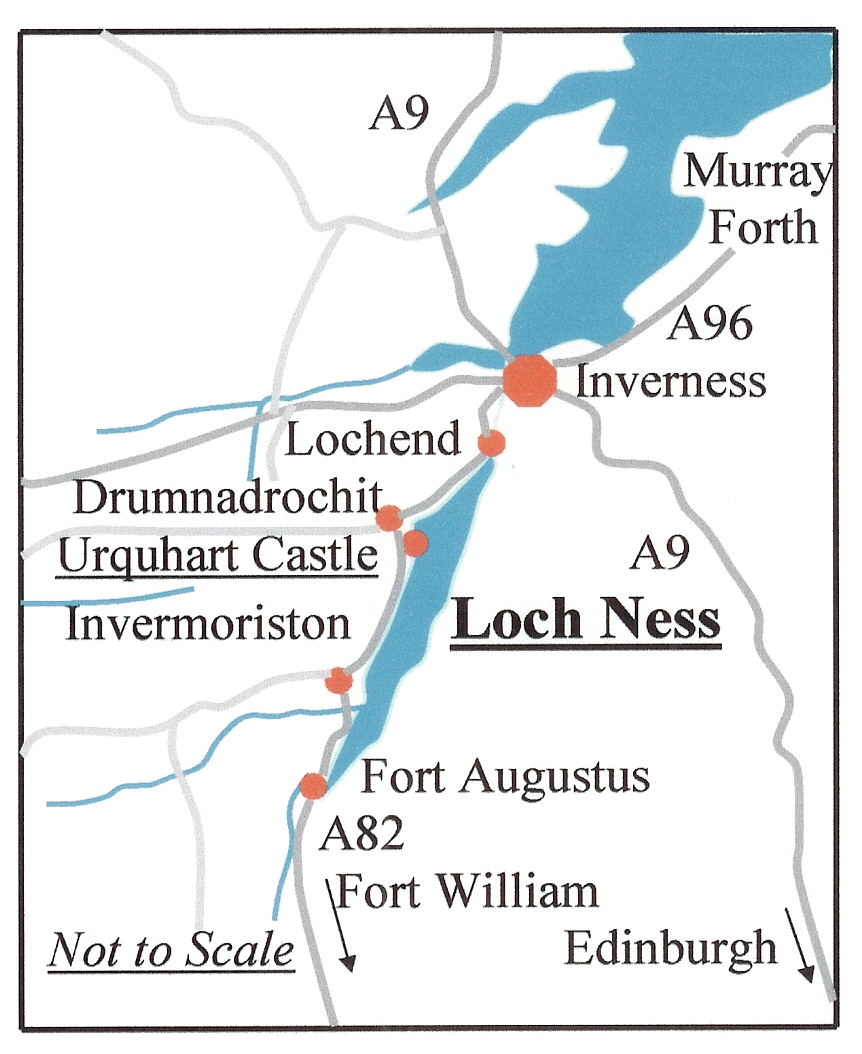
Karte von Loch Ness

Das Ungeheuer von Loch Ness, auch Nessie genannt, soll ein Tier oder eine Gruppe von Tieren sein, die im Loch Ness, einem See in Schottland, in der Nähe der Stadt Inverness leben. Nessie wird üblicherweise als Plesiosaurier beschrieben, mit einer Länge von bis zu 20 Metern. Ihre Existenz wäre als so genanntes Kryptid erklärbar, ein dem Menschen unzugängliches und somit unerforschtes Tier, vergleichbar mit Bigfoot und Yeti.
Die meisten Wissenschaftler und Experten erklären die Berichte über Nessies Existenz allerdings als absichtliche wie unabsichtliche Falschmeldungen oder Fehlbestimmungen von gewöhnlichen Tieren. Regional ist der Mythos eine wichtige Einnahmequelle, da der See eines der Hauptziele für den Tourismus in Schottland ist. Nessie wird gelegentlich in der Presse thematisiert, besonders während des Sommerlochs.

## Geschichte angeblicher Sichtungen

### Vor 1800
- Die erste bekannte Erwähnung des Seeungeheuers ist auf das Jahr 565 datiert. In der Vita Columbae des Abtes Adamnan, einer Beschreibung des Lebens des Columban von Iona, wird berichtet, wie der Heilige das Leben eines Pikten rettete, der im Fluss Ness angegriffen wurde. „Columban machte das Kreuzzeichen in die Luft und rief den Namen Gottes an, während er dem wilden Tier befahl: ‚Nicht mehr weiter! Berühre ihn nicht! Zieh dich sofort zurück!‘ Als das Tier die Worte des Heiligen hörte, floh es vor Angst, als ob es von Seilen von dort weggezogen würde, obwohl es nur eine kurze Entfernung vom Mann weg gewesen war.“
- 1527: Duncan Campbell will am Ufer des Loch Ness ein schreckliches Ungeheuer erblickt haben.
- 16. Jahrhundert: Einer alten Chronik zufolge stieg ein riesiges Tier aus dem Loch Ness und erschlug drei Männer.
- Um 1650 berichtet ein englischer Chronist, das berühmte Loch Ness sei wegen seiner „schwimmenden Inseln“ bekannt.
- Am 12. August  1661 wurde bei Inverness ein schätzungsweise 3,50 Meter langer Stör beobachtet.

### Sichtungen nach 1800
- Weitere Sichtungen gab es zwar unter anderem 1872 und 1903. Berühmt wurde das Wesen jedoch erst am 2. Mai 1933, als erstmals regionale Zeitungen von der Sichtung eines Ungeheuers berichteten. Die Zeitung Inverness Courier brachte einen Artikel über Einheimische, die „ein riesiges, im Loch tauchendes Tier“ gesichtet hätten. Der Bericht über das „Monster“ (eine vom Redakteur des Courier gewählte Bezeichnung) wurde eine Mediensensation: Londoner Zeitungen entsandten Reporter nach Schottland, und ein Zirkus bot sogar eine Summe von 20.000 Pfund für das Einfangen des Monsters.
- Im Herbst 1933 beschrieb A. H. Palmer, der Nessie angeblich am 11. August 1933 um sieben Uhr beobachtet hatte, das Wesen halte seinen Kopf, den sie von vorne gesehen hätten, niedrig im Wasser. Sein Maul sei zwischen zwölf und achtzehn Zoll lang gewesen und habe sich geöffnet und geschlossen. Die maximale Maulöffnung schätzte er auf ungefähr sechs Zoll.
- Ein angeblich vom Chirurgen R. K. Wilson geschossenes Foto vom 19. April 1934 weckte neues Interesse am „Ungeheuer“ von Loch Ness. Es scheint ein großes Tier mit einem langen Hals zu zeigen, das durch das Wasser gleitet. Jahrzehnte später, am 12. März 1994, beanspruchte Marmaduke Wetherell für sich, das Foto gefälscht zu haben, nachdem er von der Zeitung Daily Mail angestellt worden sei, Nessie zu jagen (das Foto wurde damals als „endgültiger Beweis“ gedruckt). Wetherell gab auch an, Wilson habe das Foto nicht aufgenommen. Sein Name sei nur benutzt worden, um die Glaubwürdigkeit des Fotos zu erhöhen. Bereits 1993 behauptete ein anderer Mann von sich, in eine solche Fälschung verwickelt gewesen zu sein.
- Nicht als einziger, aber als bekanntester „Nessie-Hoaxer“ verdient Frank Searle Erwähnung: Frank Searle, ein ehemaliger Soldat, tauchte im Juni 1969 am Loch Ness auf und beschäftigte sich zunächst in ernsthafter Weise mit der Suche nach Nessie. In seinen späteren Jahren, in denen er ein Hausboot und eine Monster-Exhibition bei Lower Foyers betrieb, legte er häufiger eher zweifelhafte Beweise für die Existenz des Monsters vor. Seine Fotografien zeigten z. B. schwimmende Baumstämme oder wurden sogar für Fotomontagen gehalten. Von 1977 bis 1979 wurde Searle von einer belgischen Bewunderin als „assistant monster huntress“ unterstützt. 1985 verschwand Searle vorübergehend. Ab 1986 lebte der unverheiratet gebliebene Searle, von 1998 an durch einen Schlaganfall gelähmt, bis zu seinem Tod am 26. März 2005 allein mit seinen Katzen in Fleetwood, Lancashire.[1]
- 1972 machte eine von dem US-amerikanischen Patentrichter Robert Rines geleitete Gruppe einige Unterwasserfotos. Eines war ein ungenaues Bild, vielleicht eine rhombenförmige Flosse (manche sahen darin Luftblasen oder eine Fischflosse). Auf Grundlage dieses Fotos verkündete der Fotograf und Naturschützer Sir Peter Scott 1975, dass der wissenschaftliche Name des Monsters, unter dem Nessie in das British register of officially protected wildlife aufgenommen werden würde, Nessiteras rhombopteryx lauten solle.[2] Der Name ist allerdings ein Anagramm von monster hoax by Sir Peter S., was möglicherweise der Skepsis von Sir Peter zuzuschreiben ist.
- Am 28. Mai 2007 nahm Gordon Holmes aus Yorkshire ein neues Video des vermeintlichen Ungeheuers von Loch Ness auf. Darauf zu sehen ist ein etwa zehn Kilometer pro Stunde schnelles und etwa 15 Meter langes, aalähnliches Objekt.[3]
- Laut einer Zeitungsmeldung in der englischen Boulevardzeitung The Sun vom 26. August 2009[4] will Jason Cooke das Ungeheuer in Google Earth auf den Koordinaten 57° 13′ N, 4° 34′ W entdeckt haben. Bei starker Vergrößerung fällt jedoch sofort auf, dass es sich um den Umriss eines kleinen Bootes mit dem dazugehörigen Kielwasser handelt.
- Im April 2014 wurde bekannt, dass beim Kartendienst von Apple das Monster von Loch Ness sichtbar sei. Zwei Männer seien laut Daily Mail unabhängig voneinander auf das verdächtige Satellitenbild gestoßen und hätten die Hinweise an den Official Loch Ness Monster Fan Club weitergeleitet.[5]

## Theorien

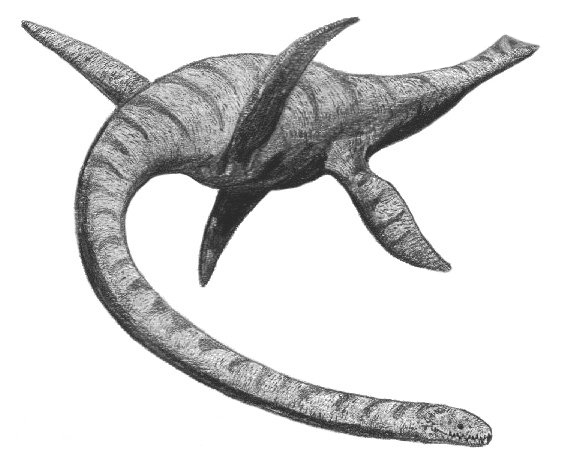
Plesiosaurus

Manche Berichte vom Erscheinungsbild des Monsters, einschließlich der historischen Berichte, weisen auf eine Ähnlichkeit zum ausgestorbenen Plesiosaurus hin. Aus dem vorliegenden Material dieser Kreatur aus dem Mesozoikum lässt sich ein großes Tier mit langem Hals und kleinem Kopf konstruieren, das sich mit Flossen fortbewegt. Die angebliche Verbindung zwischen Plesiosaurus und Monster von Loch Ness wurde zu einem bekannten Thema der Kryptozoologie. Doch sowohl die meisten Wissenschaftler als auch die allermeisten ernsthaften Kryptozoologen halten die Idee, das Monster von Loch Ness sei ein Überrest des Mesozoikums, für sehr unwahrscheinlich: Es müsste eine große Kolonie solcher Tiere existieren, um die langzeitige Existenz zu sichern. Da Plesiosaurier als Reptilien zum Luftholen an die Oberfläche müssten, würde das weitaus häufigere Sichtungen ergeben, als das tatsächlich der Fall sei. Viele Biologen sind auch der Meinung, dass Loch Ness nicht groß oder produktiv genug sei, um auch nur eine kleine Familie dieser Tiere am Leben zu erhalten. Auch viele andere Gründe, etwa die geologische Entstehung von Loch Ness nach der letzten Kaltzeit, sprechen klar gegen ein großes Reptil im See.

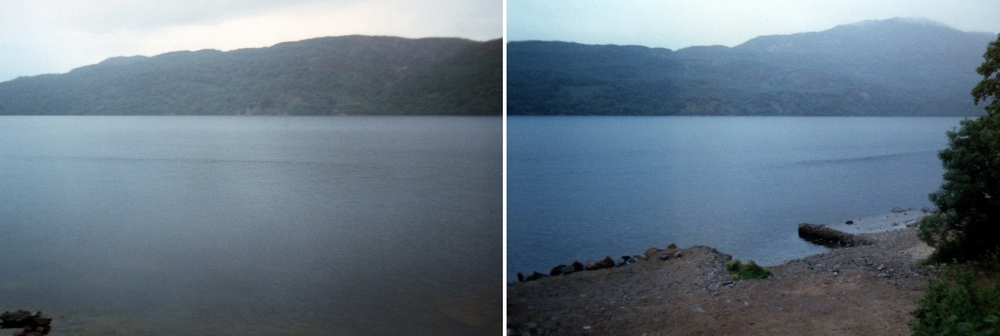
Seiche am Loch Ness

Andere Sichtungen passen nicht zum Erscheinungsbild der Plesiosaurier oder zu einem anderen Wassertier: Im April 1923 behauptete Alfred Cruickshank, ein drei bis dreieinhalb Meter langes Tier mit gekrümmtem Rücken und vier elefantenartigen Füßen gesehen zu haben, welches vor seinem Fahrzeug die Straße überquert habe. Andere mutmaßliche Sichtungen sprechen eher für kamel- oder pferdeähnliche Tiere.
Die Erklärungsversuche der Wissenschaft für die Ungeheuersichtungen sind sehr unterschiedlich: Fehlerkennungen von Robben, springende oder dicht an der Wasseroberfläche schwimmende Fische, Wasservögel, Holzstämme, Luftspiegelungen oder unübliche Wellenmuster, letzteres, da Loch Ness aufgrund seiner symmetrischen Topographie prädestiniert für stehende Wellen (so genannte Seiches) ist. Auch schwimmende Hirsche könnten für einige Sichtungen des Monsters mit aus dem Wasser gereckten Hals verantwortlich sein. Wahrscheinlich ist, dass jede dieser Erklärungen ihren Teil zu dem längst zum Massenphänomen gewordenen Monstermythos beigetragen hat.
In Flüssen in der Nähe von Loch Ness gibt es sehr große Störe, die wegen ihrer Körpermaße und ihres ungewöhnlichen Erscheinungsbildes leicht für Monster gehalten werden könnten. Eine neue Theorie besagt, das Monster sei bloß eine Sinnestäuschung, ausgelöst durch sprudelndes Wasser, das durch kleinere vulkanische Aktivität am Boden des Lochs verursacht wird. Dieses Argument wird – zu einem kleinen Teil – dadurch unterstützt, dass es einen Zusammenhang zwischen den Sichtungen und tektonischen Bewegungen zu geben scheint.
Neuere umfangreiche DNA-Analysen des organischen Materials aus dem See bestätigen die in Forschungskreisen bereits 1933 bekannt gewordene Annahme, es handle sich bei den Sichtungen höchstwahrscheinlich um größere Aale.

## Argumente

### Argumente gegen die Existenz des Monsters
Ein typischer Fall für eine angebliche Sichtung mit unbefriedigenden „Fakten“ über Nessie ist der Fall vom Oktober 1871: Bei diesem Ereignis beschrieb D. Mackenzie etwas, das sich zuerst langsam bewegte und dann mit höherer Geschwindigkeit entfernte. Zeugen sagten, das Monster habe einen (manchmal nicht nur einen) Buckel, der wie ein umgedrehtes Boot aussehe. Diese Geschichte wird vielfach wiederholt, doch niemals wird eine Originalquelle aus dem Jahr 1871 zitiert, was die Artikel in ein schiefes Licht rückt.
Im Juli 2003 berichtete die BBC von einer ausführlichen Untersuchung von Loch Ness, die von einem BBC-Team mit 600 Sonarstrahlen durchgeführt worden sei, das aber keine Spur eines „Seemonsters“ fand. Das BBC-Team schloss seinen Bericht damit, dass Nessie nicht existiere.
Das berühmte Foto von 1934 wird von manchen für eine Fälschung gehalten, basierend auf den Aussagen des Fotografen Marmaduke Wetherell kurz vor seinem Tod. Wetherell behauptete, auf dem Foto, das dem Monster viel Aufmerksamkeit bescherte, sei nur Ton zu sehen, den man an ein Spielzeug-U-Boot angeklebt habe. Schon vor Wetherells Aussagen hatten manche gemutmaßt, dass das Foto gar kein Ungeheuer, sondern mehrere einander folgende Otter oder einen tauchenden Vogel zeige. Es gibt allerdings zwei Fotos von 1934, die leicht unterschiedliche Posen zeigen, was zum Argument führt, dass die Fotos nicht auf diese Art gefälscht wurden. Andererseits sei hier auch zu bedenken, dass ein Modell aus Ton oder Plastilin sehr einfach geringfügig in der Pose abgeändert werden könne, so dass der Eindruck einer Bewegungsserie entstünde.
Die neueste Erklärung zu den Fotos von 1933 und 1934 kommt von dem schottischen Paläontologen Neil Clark. Nach seiner Meinung sei das auf den Fotos abgebildete Tier nichts anderes als ein schwimmender Elefant des Zirkus „Olympia“ gewesen. Der damalige Direktor des Zirkus, Bertram Mills, setzte sogar ein Kopfgeld von 20.000 Pfund aus, wohl wissend, dass sich das „Ungeheuer“ in seinem Zirkus befand.
Ebenfalls für Täuschungen bzw. Fälschungen bei vielen Sichtungen und Fotografien sprechen die teilweise stark voneinander abweichenden Darstellungen von Nessie. Zuweilen wird der populäre „Plesiosaurus“-Typus mit langem Hals „gesehen“, teilweise auch der nicht minder populäre Typus der sich in Vertikalwindungen fortbewegenden „Buckelseeschlange“, die beide vollkommen unterschiedlich sind.
Unter allen Wirbeltieren bewegen sich lediglich einige Säugetiere wie Wale oder Otter mit vertikalen Bewegungen fort, aber keine einzige lebende oder ausgestorbene Art wäre in der Lage, nach Art der „Buckelseeschlange“ beim Schwimmen mehrere hintereinanderliegende Buckel über der Wasseroberfläche zu erzeugen.
In diesem Zusammenhang ist zu erwähnen, dass die ersten Berichte darüber, dass Nessie einem Plesiosaurus gleiche, aus dem Jahr 1933 stammen. Erst in diesem Jahr wurde Nessie richtig berühmt. Die Sichtung aus diesem Jahr wurde kurz nach dem Erscheinen des Films Die Fabel von King Kong – Ein amerikanischer Trick- und Sensationsfilm gemacht. Auffallend ist die Ähnlichkeit der später beschriebenen Gestalt von Nessie mit einem Wesen, das die Hauptfiguren des Films an einem See im Dschungel angreift. Hält man sich vor Augen, dass die Zuschauer durch die Darstellung fremdartiger Wesen damals noch viel einfacher zu beeindrucken waren als heutzutage, so ist leicht nachzuvollziehen, wie sich ein bisher noch wenig bekanntes Gerücht über ein im Loch Ness lebendes Wesen mit der im Film gezeigten Kreatur verband und so eine äußerst werbewirksame und einträgliche Legende schuf.

### Argumente für die Existenz des Monsters
Die Sichtungen und Videofilme (siehe #Geschichte angeblicher Sichtungen) sind Indizien für die Existenz eines großen Lebewesens im Loch Ness, allerdings konnten die meisten Foto- und Filmaufnahmen als Fälschungen oder Fehlinterpretationen identifiziert werden.

## Hörspiele
- 1977 wurde  Nessie – Das Ungeheuer von Loch Ness als Hörspiel-MC und -LP bei Europa vertont. 2000 wurde dieses Hörspiel innerhalb der Gruselserie als CD und MC mit neuen Musik und Geräuschen wieder aufgelegt.
- 2002 veröffentlichte Maritim das Hörspiel Der Fluch von Loch Ness von Alexander Kath.

## Verfilmungen
- 1934: The Secret of the Loch (GB, Regie: Milton Rosmer)
- 1959: Das Ungeheuer von Loch Ness
- 1981: The Loch Ness Horror
- 1985: Nessie – das verrückteste Monster der Welt
- 1996: Nessie – Das Geheimnis von Loch Ness
- 2001: Loch Ness – Die Brut aus der Tiefe (Beneath Loch Ness)
- 2003: Incident at Loch Ness
- 2006: Das Wunder von Loch Ness
- 2007: Mein Freund, der Wasserdrache
- 2007: Loch Ness – Die Bestie aus der Tiefe
- 2008: Das Geheimnis von Loch Ness
- 2010: Das zweite Wunder von Loch Ness
- 2010: Die Legende von Loch Ness

### Attrappe aus 1969
1969 war bei Dreharbeiten für Das Privatleben des Sherlock Holmes (1971) eine Attrappe des Ungeheuers im See versunken. Im April 2016 berichtete die norwegische Firma Kongsberg Maritime, mittels Sonaraufnahmen ein 9 × 4 Meter großes Objekt am Grund von Loch Ness gefunden zu haben, das von der Form her an einen Schwan erinnert, also wohl diese Attrappe darstellt. Eine Legende besagt, dass sie durch das vom Regisseur Billy Wilder geforderte Entfernen von zwei Buckeln erst sinkbar wurde. Kongsberg will das Objekt nicht bergen, sondern später per Tauchroboter fotografieren.